# Digby Willoughby (9e baron Middleton)
Digby Wentworth Bayard Willoughby, 9e baron Middleton (24 août 1844 - 28 mai 1922), est un noble anglais, le fils aîné de Henry Willoughby (8e baron Middleton).

## Biographie
Il fait ses études au Collège d'Eton. Il sert dans les années 1860 avec les Scots Fusilier Guards, prenant sa retraite avec le grade de capitaine. Le 30 juillet 1869, il est nommé second major dans la 1st Administrative Brigade of Yorkshire (East Riding) Artillery Volunteers, dont son père, le 8e baron, est colonel honoraire. Le 9e baron commande plus tard l'unité en tant que lieutenant-colonel, devient à son tour colonel honoraire le 29 mai 1879 et occupa le poste jusqu'au XXe siècle,.
Le 5 août 1869, épouse Eliza Maria Gordon-Cumming (16 juin 1847 - 27 avril 1922 Birdsall House, Birdsall). Le couple n'a pas d'enfant.
Il succède à son père en 1877 et vit dans le siège de la famille Willoughby à Birdsall House qu'il préfère à Wollaton Park, Nottingham, et y meurt. Il est remplacé dans la baronnie par son frère cade Godfrey Ernest Percival Willoughby,.